# Mimosa cylindracea
Mimosa cylindracea är en ärtväxtart som beskrevs av George Bentham. Mimosa cylindracea ingår i släktet mimosor, och familjen ärtväxter. Inga underarter finns listade i Catalogue of Life.